# Alpy Styryjsko-Dolnoaustriackie
Alpy Styryjsko-Dolnoaustriackie (dawniej: Alpy Dolnoaustriackie, niem. Steirisch-niederösterreichische Kalkalpen) – część Północnych Alp Wapiennych w Austrii, ciągną się od przełęczy Pyhrn na zachodzie do okolic Wiednia na wschodzie. Zbudowane są z triasowych i jurajskich wapieni. Do Alp Dolnoaustriackich zalicza się zbudowane z szarogłazów Alpy Kruszcowe (są częścią Alp Ennstalskich).
Główne grupy górskie:
- Alpy Ennstalskie – Hochtor (2369 m),
- Gutensteiner Alpen – Reisalpe (1399 m),
- Mürzsteger Alpen – Hohe Veitsch (1981 m),
- Türnitzer Alpen – Großer Sulzberg (1400 m),
- Ybbstaler Alpen – Hochstadl (1919 m),
- Hochschwabgruppe – Hochschwab (2277 m),
- Rax-Schneeberg-Gruppe – Klosterwappen (2076).